# 小林昭三
小林 昭三（こばやし しょうぞう、1927年3月9日 - 2020年1月24日 ）は、日本の法学者。早稲田大学名誉教授。名城大学大学院法学研究科講師。専門は憲法学・比較憲法学。
神奈川県出身。憲法改正の主唱者として、憲法学界のみならず政界や言論界にも広く影響を与えた。

## 略歴
- 1950年　早稲田大学政治経済学部卒業
- 1956年　早稲田大学政治経済学部助手
- 1958年　早稲田大学政治経済学部講師
- 早稲田大学政治経済学部助教授
- 1965年　早稲田大学政治経済学部教授
- 1997年　早稲田大学退職　名誉教授
- 2010年　博士(政治学)（早稲田大学）（博士論文タイトル「西洋近代憲法論再考」）
- 2009年4月 瑞宝中綬章受章[3]

## 著書

### 単著
- 『憲法改正の問題点』（自由党憲法調査会、1954年）
- 『ドイツ憲法の再建―ボン憲法の制定経過』（憲法調査会事務局、1958年）
- 『ワイマール大統領論研究序説』（成文堂、1964年）
- 『首相公選制入門』（成文堂、1970年）
- 『私に映った「ドイツ」』（成文堂、1974年）
- 『私の「憲法」イメージ』（成文堂、1977年）
- 『ワイマール共和制の成立』（成文堂、1980年）
- 『私の「憲法」透視』（成文堂、1980年）
- 『明治憲法史論・序説―明治憲法への模索と決着』（成文堂、1982年）
- 『私の「憲法」舞台』（成文堂、1983年）
- 『日本国憲法の条件』（成文堂、1986年）
- 『私の「憲法」素描』（成文堂、1987年）
- 『政治制度の思想』（成文堂、1987年）
- 『憲法学の方法』（北樹出版、1991年）
- 『私の「憲法」投影』（成文堂、1992年）
- 『私の「憲法」気質』（成文堂、1995年）
- 『新憲法論・序説』（成文堂、1997年）
- 『比較憲法学・序説』（成文堂、1999年）
- 『私の「憲法」リズム』（成文堂、2000年)
- 『私の「憲法」有情』（成文堂、2001年）
- 『私の「憲法」感傷』（成文堂、2006年）
- 『西洋近代憲法論再考』（成文堂、2007年）
- 『私の「憲法」残響』（成文堂、2011年）

### 共著
- （下条芳明・齋藤康輝・東裕・野畑健太郎・吉田直正・土居靖美・山崎博久・池田実・八木秀次）『日本国憲法論』（嵯峨野書院、2000年）7

### 監修
- 『人権の条件』（嵯峨野書院、2007年）
- 『日本国憲法講義』（成文堂、2009年）